# Aleksandar Andrejević
Aleksandar Andrejević (nacido el 13 de febrero de 1991) es un baloncestista serbio. Con 2,12 metros de estatura, juega en la posición de pívot.

## Trayectoria deportiva
Es un pívot formado en las filas del KK Zdravlje de su país natal. Más tarde, durante su carrera deportiva jugaría en los clubes serbios del KK FMP, KK Radnički Kragujevac, KK Mladost Zemun y KK Spartak Subotica.
Desde 2013 a 2015, jugaría en las filas del BC Cherno More Port Varna de la Liga de Baloncesto de Bulgaria.
En 2015, comienza su periplo en Macedonia del Norte donde jugaría en KK Strumica, KK Kumanovo y KK AV Ohrid.
Más tarde, jugaría en Montenegro en las filas del KK Ibar Rožaje, en Bosnia y Herzegovina en las filas del KK Leotar Trebinje y en Suiza en las filas del Vevey Riviera Basket.
En la temporada 2020-21, jugó en las filas del KK Kumanovo con el que disputó la Superliga de Macedonia del Norte y la Balkan BIBL, en el que promedió 12,4 puntos, 7,7 rebotes y 1,1 asistencias por partido.
El 28 de septiembre de 2021, firma por el Levitec Huesca de la Liga LEB Oro.
El 15 de octubre de 2022, regresa a España para jugar en el Oviedo Club Baloncesto de la Liga LEB Oro. El 11 de diciembre de 2022, el club ovetense y el jugador ponen fin a su contrato.